# Store Styggedalstinden
A Store Styggedalstinden hegycsúcs a negyedik legmagasabb Norvégiában. Luster településtől keletre található Sogn og Fjordane megyében. A 2387 méter magas hegy a Hurrungane-hegység egyik kiemelkedése, amely hegység a Jotunheimen-hegység része. A Sentraltind és a Jervvasstind hegyek közt helyezkedik el.
A Store Styggedalstinden hegy egy kettős csúcsú hegy, melyek közül a keleti csúcs a nagyobb a maga 2387 méteres tengerszint feletti magasságával, míg a nyugati csúcs mindössze 2370 méter magas.
Első meghódítása 1863. augusztus 6-án történt Carl Christian Hall és Mathias Soggemoen által.

## Nevének eredete
A Store előtag jelentése "a nagy". A hegycsúcs nevének Styggedalen tagja egy közeli völgyre utal, míg a -tind utótag hegycsúcsot jelent. A völgy stygg előtagja csúnya, vagy rossz jelentéssel bír, míg a -dal utótag a völgy jelentést takarja.

## Fordítás
Ez a szócikk részben vagy egészben  a   Store Styggedalstinden című angol Wikipédia-szócikk ezen változatának fordításán alapul.  Az eredeti cikk szerkesztőit annak laptörténete sorolja fel. Ez a jelzés csupán a megfogalmazás eredetét és a szerzői jogokat jelzi, nem szolgál a cikkben szereplő információk forrásmegjelöléseként.